# スフェノスクス
スフェノスクス (Sphenosuchus) はワニ形上目スフェノスクス亜目に属する主竜類。ジュラ紀前期の南アフリカから発見された。アリック・ウォーカーは本種の頭骨を鳥のそれと比較した結果、鳥とワニは極めて近縁であり、鳥はワニから進化したと結論付けたが、現在では鳥とワニは直接の祖先・子孫の関係ではないと結論付けられている。